# Copaifera jussieui
Copaifera jussieui är en ärtväxtart som beskrevs av Friedrich Gottlob Hayne. Copaifera jussieui ingår i släktet Copaifera, och familjen ärtväxter. Inga underarter finns listade i Catalogue of Life.